# Джорджтаун (округ Прайс, Вісконсин)
Джорджтаун (англ. Georgetown) — місто (англ. town) в США, в окрузі Прайс штату Вісконсин. Населення — 172 особи (2020).

## Демографія
Згідно з переписом 2010 року, у місті мешкала 171 особа в 68 домогосподарствах у складі 50 родин. Було 143 помешкання
Расовий склад населення:
| - 94,7 % — білих - 2,9 % — азіатів - 1,8 % — осіб інших рас |

До двох чи більше рас належало 0,6 %. Частка іспаномовних становила 1,8 % від усіх жителів.
За віковим діапазоном населення розподілялося таким чином: 21,6 % — особи молодші 18 років, 63,2 % — особи у віці 18—64 років, 15,2 % — особи у віці 65 років та старші. Медіана віку мешканця становила 48,5 року. На 100 осіб жіночої статі у місті припадало 92,1 чоловіків;  на 100 жінок у віці від 18 років та старших — 97,1 чоловіків також старших 18 років.
Середній дохід на одне домашнє господарство  становив 48 344 долари США (медіана — 47 500), а середній дохід на одну сім'ю — 51 025 доларів (медіана — 50 833). Медіана доходів становила 46 250 доларів для чоловіків та 31 667 доларів для жінок. За межею бідності перебувало 11,6 % осіб, у тому числі 4,1 % дітей у віці до 18 років та 8,8 % осіб у віці 65 років та старших.
Цивільне працевлаштоване населення становило 71 особа. Основні галузі зайнятості: виробництво — 46,5 %, сільське господарство, лісництво, риболовля — 14,1 %, освіта, охорона здоров'я та соціальна допомога — 12,7 %, роздрібна торгівля — 11,3 %.